# RAB8B
RAB8B‏ (RAB8B, member RAS oncogene family) هوَ بروتين يُشَفر بواسطة جين RAB8B في الإنسان.